# (72) Feronia
(72) Feronia is een vrij grote en donkere hoofdgordel-planetoïde. Het was de eerste planetoïde die werd ontdekt door C. H. F. Peters, op 29 mei 1861, van het Hamilton College in de staat New York. Aanvankelijk dacht men dat Peters slechts de reeds bekende planetoïde (66) Maja had gezien, maar T.H. Safford toonde aan dat het om een nieuw lichaam ging. Safford noemde het naar Feronia, een Romeinse vruchtbaarheidsgodin.
Deze planetoïde draait om de Zon met een periode van 3,41 jaar, heeft een halve lange as van 2,266 AE en een excentriciteit van 0,121. Het baanvlak maakt een hoek van 5,4° met het vlak van de ecliptica. Dit is een planetoïde van het spectrale type TDG met een doorsnede van 84 km. De planetoïde heeft een geschatte rotatieperiode van 8,09 h. Hanuš et al. (2013) geeft twee mogelijke oplossingen voor de pool in eclipticale coördinaten: (λ1, β1) = (287°, -39°) of (λ1, β1) = (102°, -55°). De geschatte massa van (72) Feronia, en dus de dichtheid, heeft een grote foutmarge.